# Maria Brignole Sale De Ferrari
La Duchessa di Galliera Maria Brignole Sale De Ferrari (Genova, 5 aprile 1811 – Parigi, 9 dicembre 1888) è stata una filantropa italiana.
Discendente del casato dei Brignole Sale, essendo nata il 5 aprile 1811 a Palazzo Rosso (Genova) da Antonio Brignole Sale, ultimo marchese di Groppoli, ed Artemisia Negrone, si deve a lei la nascita dei primi musei genovesi, Palazzo Rosso e Palazzo Bianco e la fondazione dell'ospedale genovese che porta il suo titolo, l'Ospedale Galliera - in origine dedicato a Sant'Andrea Apostolo - e dell'ospedale infantile intitolato a San Filippo, nonché dell'ospedale San Raffaele in Coronata dedicato agli anziani. Una statua opera dello scultore Giulio Monteverde la ricorda nei giardini interni all'ospedale Galliera.

## Biografia

### La Famiglia

Stemma nobiliare della famiglia Brignole Sale

Appartenente ad una delle più prestigiose famiglie genovesi, è stata una delle personalità più illustri della Genova dell'Ottocento ed è ricordata per la sua munificenza.
Sia il padre Antonio che la madre, Artemisia Negrone, provenivano da famiglie rilevanti dell'aristocrazia genovese, avendo dato più dogi alla Repubblica nel corso dei secoli. La nonna paterna, Anna Pieri, era dama di compagnia dell'imperatrice Maria Luisa, moglie di Napoleone, la zia paterna, Maria Pellegrina, era moglie del duca Emmerich Joseph von Dalberg Kämmerer von Worms, numero due della diplomazia francese dopo Talleyrand. L'attività di ambasciatore del padre portò Maria a crescere in molte capitali europee e a venire a contatto con molti dei grandi dell'epoca, contribuendo alla sua formazione cosmopolita. Il fervente cattolicesimo dei genitori influenzò Maria nella formazione di forti valori che emersero quando, restando senza eredi, dovette decidere il destino della sua immensa fortuna.
La sorella minore, Luisa, andrà sposa al duca di Lodi, Lodovico Melzi d'Eril.

### Il matrimonio
Sposatasi a diciassette anni col marchese Raffaele De Ferrari (a cui è dedicata la principale piazza di Genova, piazza De Ferrari), ebbe da questi i titoli di Duchessa di Galliera (concesso dal Papa nel 1837) e di Principessa di Lucedio (concesso dal Re d'Italia ne 1875 e legato al possesso dell'antica abbazia di Santa Maria di Lucedio), attraverso l'acquisto di terre e relativi blasoni. La vita della coppia fu inizialmente segnata da un grave incidente che occorse al marito, il quale uccise involontariamente, mentre era intento a pulire un'arma da fuoco, un suo domestico. Sebbene l'inchiesta che ne seguì accertasse l'assoluta accidentalità dell'accaduto, il nobiluomo rimase molto turbato dal fatto tanto da decidere di immergersi nel lavoro, che lo portò a Parigi. Fu nella capitale francese che Raffaele fece fortuna sotto l'aspetto economico, accrescendo enormemente le già rilevanti sostanze sue e della moglie con attività nel mondo bancario e nella nascente industria ferroviaria. Il marchese, che non amava Parigi, rimase in quella città incoraggiato dalla moglie, innamorata della vita brillante della capitale.

### A Parigi

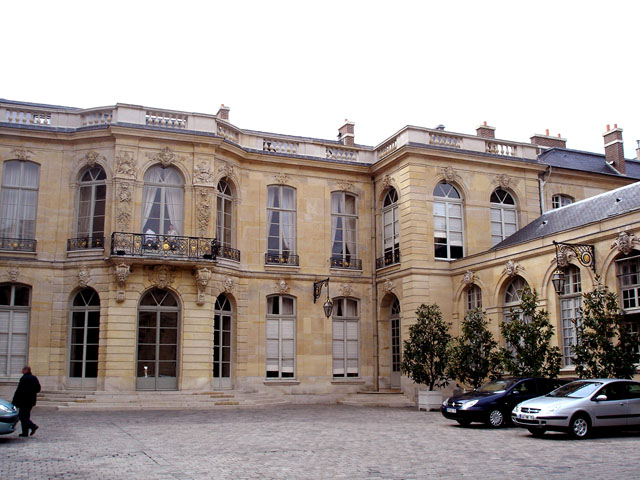
L'Hôtel Matignon, già Hôtel Galliera, attuale residenza del primo ministro francese

A seguito dei moti del 1848 e della morte di Luigi Filippo di Francia (1850) la famiglia reale dovette vendere diverse proprietà per evitare la bancarotta. Il marchese De Ferrari acquistò così nel 1852 dal duca di Montpensier l'antico Hôtel Matignon, al 57 di rue de Varenne, un bell'edificio del XVIII secolo dotato del più grande parco privato della capitale e già residenza dell'antenata Maria Caterina Brignole-Sale (1737–1813), principessa di Monaco.
L'ampio edificio, che Maria definì "comodo a condizione di non avere figli", fu progressivamente abbellito coi capolavori pittorici che la famiglia Brignole aveva accumulato nei secoli, a cominciare dai ritratti degli antenati dogi eseguiti da Antoon Van Dyck e Hyacinthe Rigaud.
Le feste sontuose date in quel palazzo rimasero celebri, anche per le eminenti personalità che vi prendevano parte. Amica personale dei Borbone-Orléans, Maria riservò parte del palazzo ad alcuni suoi membri negli anni difficili della Seconda Repubblica francese e poi della Terza Repubblica francese fin quando tutti i discendenti di ex case regnanti dovettero lasciare la Francia.
Nel 1887 Maria lasciò l'elegante edificio in eredità all'Impero austro-ungarico per farne la propria ambasciata. Il 10 agosto 1914 l'ultimo ambasciatore dell'Impero austro-ungarico lasciò il palazzo e dopo numerose battaglie legali per il possesso, l'Hôtel Matignon divenne sede della presidenza del Consiglio dei ministri nel 1935 e dunque, con l'istaurazione della Quinta Repubblica nel 1958 sede del Primo Ministro.
Anche nella capitale francese la vita della coppia venne sconvolta per la morte, in giovane età, del secondo figlio, Andrea (1831-1847), dopo che la prima, Livia (1828-1829), era vissuta solo pochi mesi. Il terzo figlio, Filippo (1850-1917), fu personaggio di eccentrica personalità, messa alla prova anche dalla nostalgia della madre per il figlio morto prematuramente e dalle proprie simpatie per le nuove idee politiche socialiste. Filippo fu un celebre collezionista di francobolli; scelse di assumere la cittadinanza austriaca - si fece adottare da un ufficiale dell'Impero austro-ungarico Emanuel de la Renotiere - e rinunciò a gran parte delle ricchezze e ai titoli nobiliari dei genitori, morendo senza discendenza. Stante la rinunzia dell'eredità paterna da parte del figlio Filippo in suo favore (avvenuta a Parigi il 2 gennaio 1877), si trovò a disporre dei titoli di duchessa di Galliera (da lei detenuto sino alla morte) e di principessa di Lucedio. 
Ella cedette subito la tenuta di Lucedio al nipote ex sorore del defunto marito, il marchese Andrea Carrega-Bertolini (1821-1877), il quale ottenne dal re d'Italia la trasmissione del titolo di principe di Lucedio per sé e per i propri discendenti in linea maschile primogenita con regio decreto del 26 settembre 1877 (cui seguirono regie lettere patenti di autorizzazione all'uso del 28 settembre 1877).

### Filantropia e beneficenza

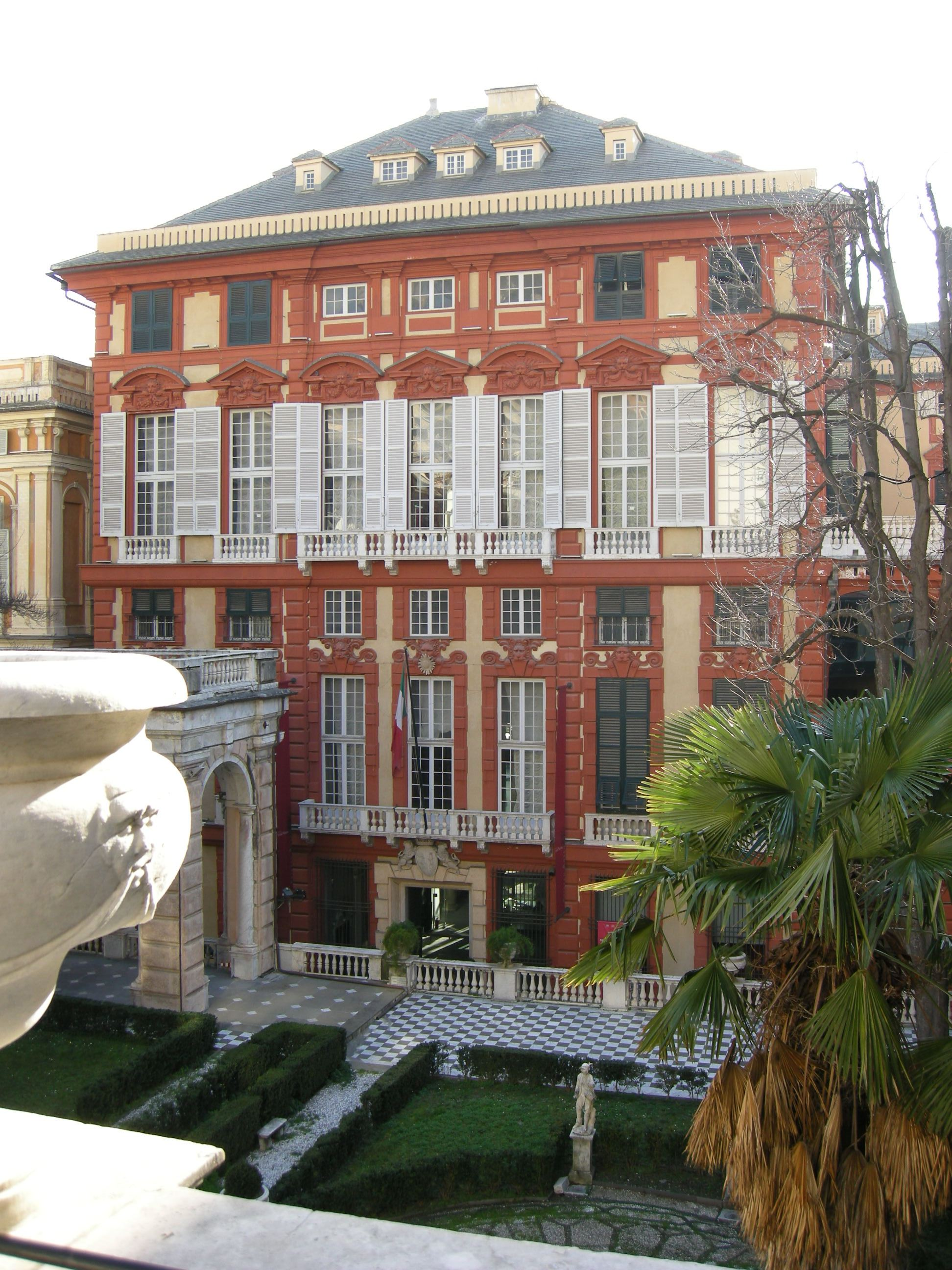
Palazzo Rosso (Genova)

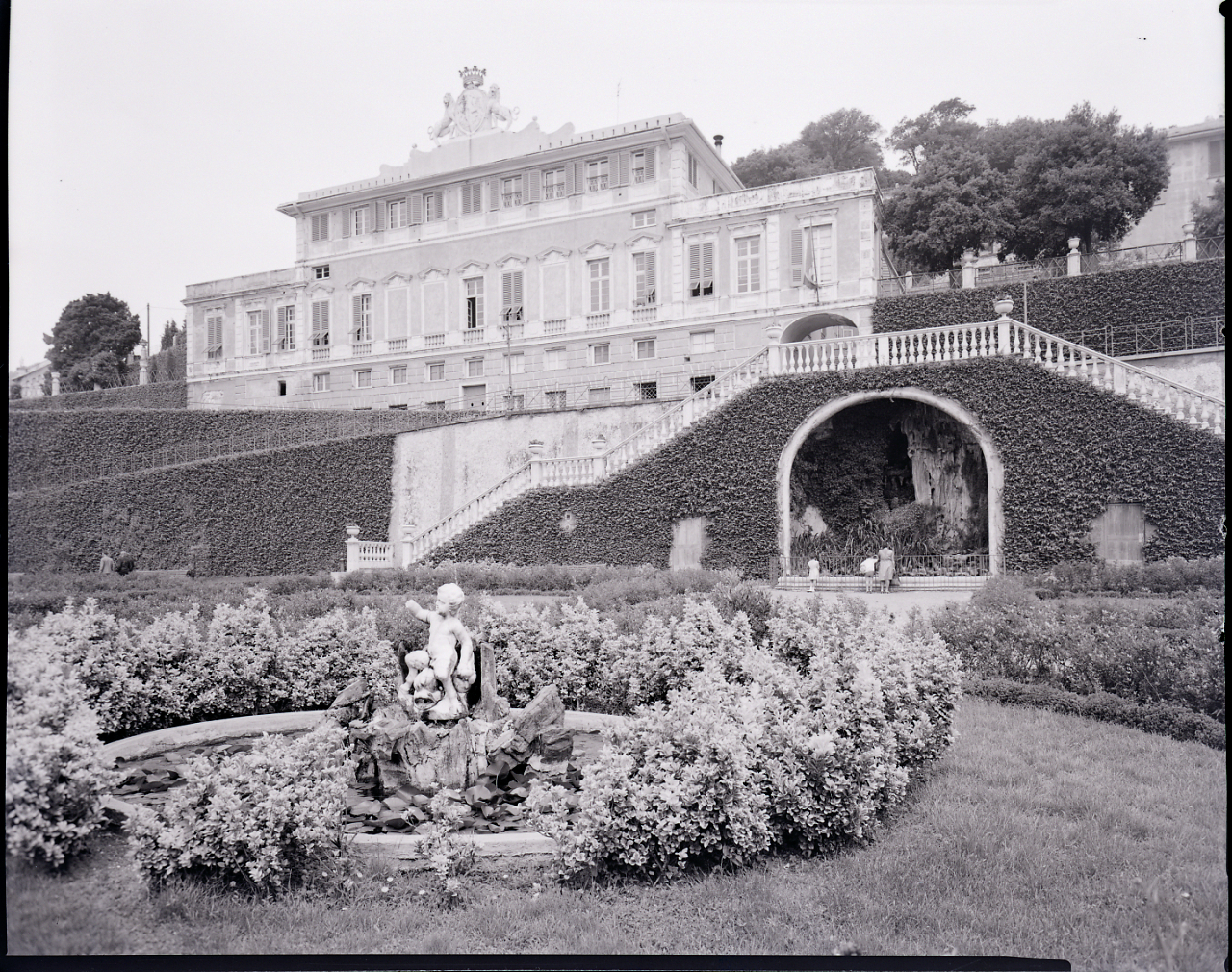
Villa Brignole Sale (Voltri). Foto di Paolo Monti, 1964.

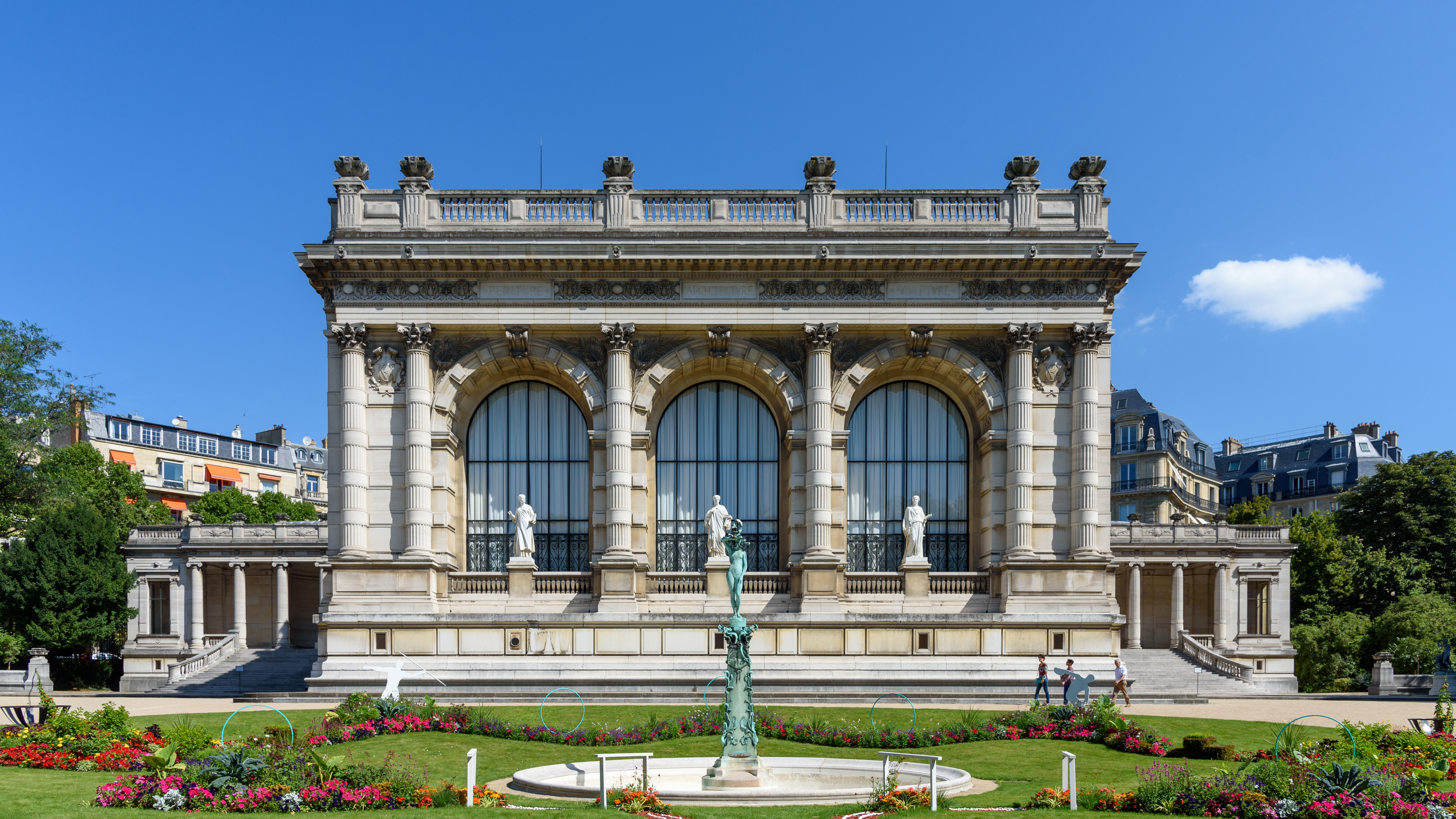
Musée Galliera, museo della moda di Parigi

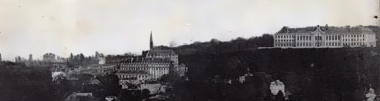
Vista dell'Orfanotrofio di Meudon (Francia)

Proprio le scelte del figlio Filippo indussero Raffaele De Ferrari, nel frattempo divenuto senatore del Regno nel 1858, a procedere con opere di beneficenza e di pubblica utilità, destinando la cifra di venti milioni di lire dell'epoca al miglioramento del porto, denaro che consentì la costruzione di diverse infrastrutture, tra cui principalmente i moli Galliera, Lucedio e Giano.
Rimasta vedova nel 1876, Maria proseguì l'attività filantropica iniziata dal padre Antonio e continuata col marito Raffaele. Oltre che degli Ospedali "Galliera", il "S.Andrea" e il "S.Filippo", siti al posto di un vecchio monastero delle clarisse, è stata la fondatrice anche di un altro nosocomio, il "San Raffaele" di Coronata, a Genova.
Decisamente importante il suo ruolo anche nella cultura genovese, segnatamente per la donazione al Comune di Palazzo Rosso (1874) e il lascito ereditario di Palazzo Bianco (1889), sedi principali dei Musei di Strada Nuova.
Maria fece costruire a Parigi un palazzo che doveva contenere la notevole collezione d'arte di famiglia, ma quando il governo francese decise di confiscare tutti i beni della famiglia d'Orleans, la duchessa loro amica decise di lasciare lo stabile alla città di Parigi, come già d'accordo, ma vuoto delle opere d'arte che portò invece a Genova in Palazzo Rosso. L'edificio parigino ora ospita il museo del costume e della moda.
Altrettante opere filantropiche e di beneficenza vennero create e finanziate da Maria in Francia: tra queste, a Meudon vicino a Parigi, fece costruire un orfanotrofio e un ritiro per anziani, costati ben 47 milioni di franchi. Tuttora in funzione, sono un esempio dell'illuminato senso civico della nobildonna.
Maria morì a Parigi il 9 dicembre 1888 e la salma fu trasportata con un treno speciale a Voltri per essere tumulata, assieme al marito, nella cripta del Santuario della Madonna delle Grazie, che lei aveva acquistato nel 1864 dallo stato per restituirlo agli antichi proprietari, i frati cappuccini, privati dalla legge del Regno Sabaudo delle loro proprietà.
Lasciò in eredità all'Opera Pia che porta il nome dei Brignole Sale la Villa Brignole Sale Duchessa di Galliera di Voltri che dal 1931 è ad uso, e in parte di proprietà, del Comune di Genova.
Lasciò infine il titolo di Duca di Galliera al principe Antonio d'Orléans, duca di Montpensier e ultimogenito del Re dei Francesi Luigi Filippo I, amico d'infanzia di suo figlio Andrea. Il titolo è ancora portato dagli Orléans di Spagna.